# John Macdonald Kinneir
Sir John Macdonald Kinneir (1782–1830) est un militaire, diplomate et explorateur écossais ayant travaillé pour la Compagnie britannique des Indes orientales.

## Biographie
Né à Carnden, Linlithgow, le 3 février 1782, Kinneir est le fils illégitime de John Macdonald, fonctionnaire à Bo'ness, et Cecilia Maria Kinneir. 
Le 21 septembre 1804, Kinneir est nommé enseigne dans l'infanterie de Madras. En 1807, il rejoint le 24th Madras Native Infantry (en) en tant que lieutenant, puis devient capitaine le 14 avril 1818. Il atteindra éventuellement le rang de lieutenant-colonel.
Envoyé par John Malcolm dont il avait été membre de l'ambassade à Téhéran, il parcourt la route de la caravane d'Alep dans le sens ouest-est puis en 1813-1814, il est rejoint la Méditerranée par Bagdad et la route des caravanes.

## Publications
- Gazetteer of Persia (Londres, 1813)
- Narrative of Travels in Asia Minor, Armenia, and Kurdistan in 1813–14, with Remarks on the Marches of Alexander the Great and of the Ten Thousand Greeks (Londres, 1818).